# 曲阜师范大学
曲阜师范大学，简称曲阜师大、曲师大，是一所位于中国山东省曲阜市的全日制公办普通高等学校。该校由山东省人民政府举办，并由山东省教育厅主管。本部位于孔子的故乡曲阜市，该校也在濒临黄海的日照市设有校区。
曲阜师范大学的历史可以追溯到1955年成立的山东师范专科学校，历经多次改制變遷後於1974年复校，1985年定名曲阜师范大学延续至今。并逐渐确立了师范类学科为主、並逐步形成了较为齐全的学科门类、完善的人才培养体系及较为良好的办学条件，并具有學士、碩士、博士完整的學位授權體系。该校也是中國最早招收硕士研究生及外国留学生的高等院校之一。曲师大在教学科研上亦具有一定实力、师资力量比较雄厚。该校在孔子及儒学相关研究领域亦处于中国领先地位。。2020年，入选山东省高水平建设大学。

## 历史

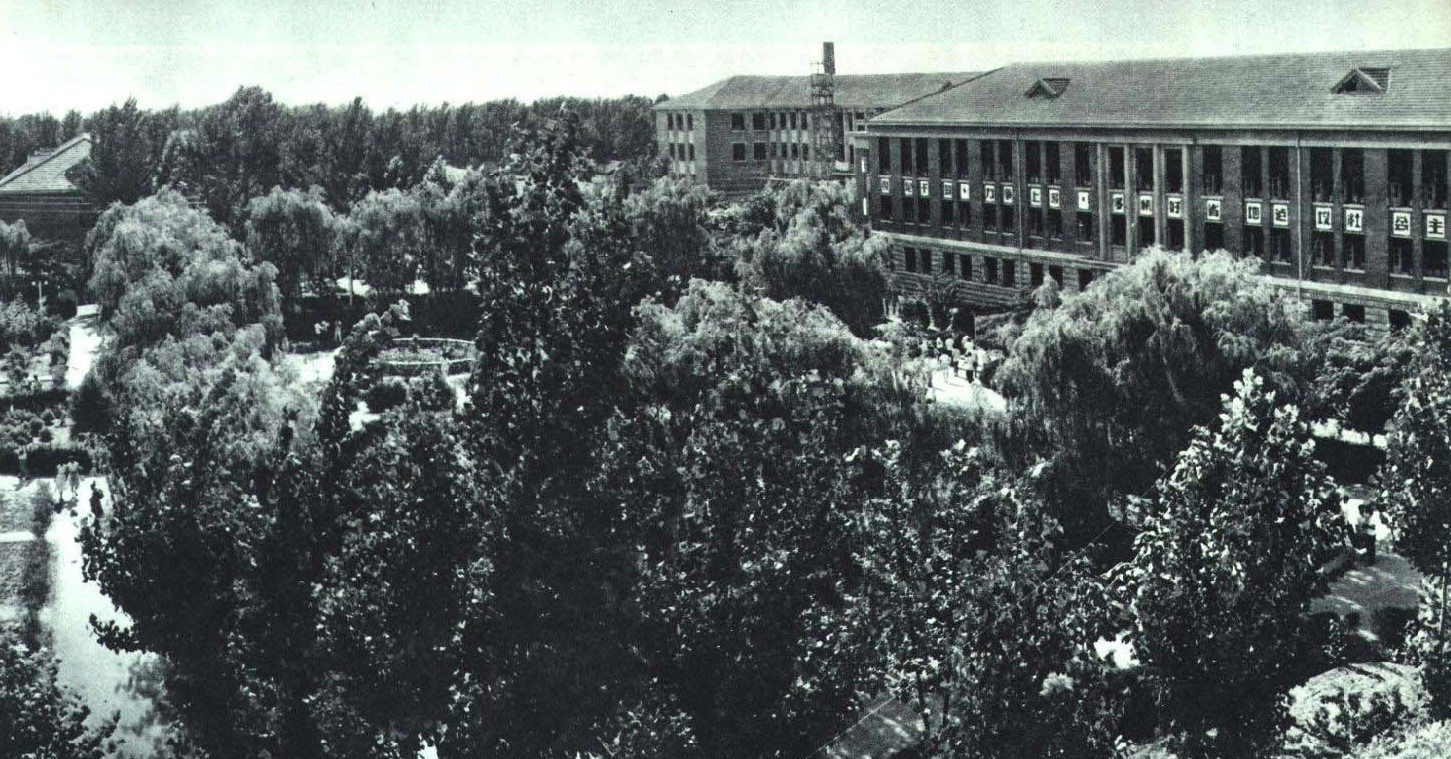
1964年的曲阜师范学院

1955年6月，山東省人民委員會创立山东师范专科学校，校址位于山东省府济南市。1956年，迁往山东省曲阜，同年，中华人民共和国教育部亦同意学校更名为曲阜师范学院，成为山东省最早的师范类高等院校之一。1970年7月至1974年2月，该校与山东大学文科合并组建新的山东大学。1974年2月恢复曲阜师范学院建制。1985年11月更名为曲阜师范大学。2014年，中华人民共和国教育部同意原本隶属于曲阜师范大学的独立学院杏坛学院脱离大学，转设为独立设置的民办普通本科学校齐鲁理工学院。
2020年1月，山东省教育厅与济宁市人民政府签署了共建曲阜师范大学的合作备忘录，双边同意由山东省人民政府及济宁市共建曲阜师范大学，以促进山东“教育强省”战略及曲师大的高等教育高质量发展。

## 校园环境
曲阜师范大学本部位于山东省济宁市曲阜市静轩西路57号，校园古朴典雅，蕴含儒家气息。2020年开始扩建。
1985年，曲师大在距离本部233公里的日照市石臼港设立教学点，提供专科教育，日后亦提供本科教育机会。两个校区占地面积约2532.18亩，校区内图书馆、体育场、学生宿舍、食堂等设施均较为完善，并建造有一些传统文化铭牌碑刻、文化大师塑像等校园文化景观。

### 联外交通
曲阜师范大学两个校区均位于城市区，联外交通便利，曲阜校区方面，济宁市城际公交J963自曲阜汽车站发车并止于济宁曲阜机场，中途在曲阜师范大学本部设有曲师大南门公交站；此外搭乘日兰高速铁路动车至曲阜东站再经由曲阜市内主要联外公路亦可以往返该校区。日照校区方面，日照市公交K1路则始发于日照西综合客运站，中途在曲阜师范大学日照校区的北门设有公交站。

## 学术研究

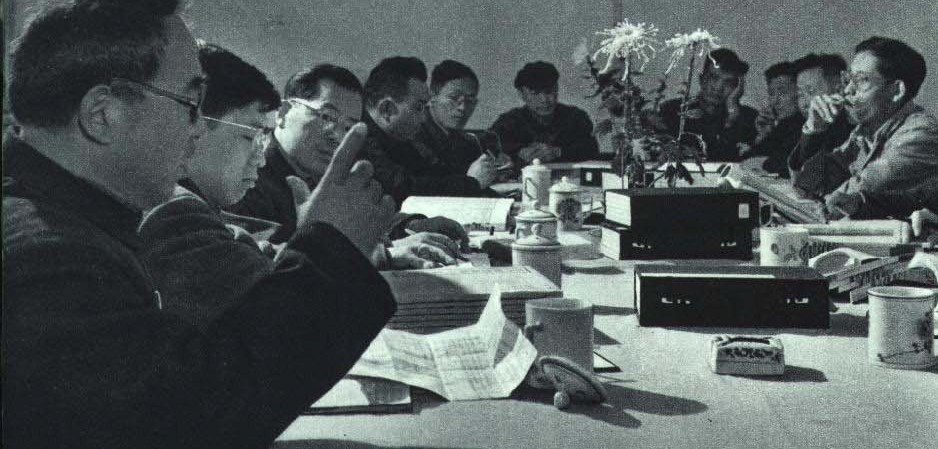
1964年的曲阜师范学院教学

### 学科设置
自山东师范专科学校迁入曲阜并升格为曲阜师范学院后，该校的专修科系相继改为本科科系，系所数也不断增加。至1965年，学校建立了6个科系，文化大革命期间，因为停止招生以及与山东大学文科合并成为山东大学，教学事业一时中断。1974年2月，学校恢复建制，并陆续建立新系所。1978年，开始招收硕士研究生。1981年，被山东省人民政府确立为山东省重点建设高校。同年，该校也被中华人民共和国教育部批准为全国首批招收研究生的高校，成为山东省最早提供研究生教育的高等院校之一。2003年，该大学亦取得博士学位授予权。
2020年，该校有博士学位一级学科授权点11个，博士专业学位授权点1个，并建立了11个博士后流动站，硕士学位一级学科授权点25个，硕士专业学位授权类别15个，开设了87个本科专业，形成了相对齐全的学科门类及完善的人才培养体系。其中，曲阜本部有14个系所招收本科生，而日照校区有12个系所招收本科生。近年，该校更加重视培养应用型人才，并在2012年入选山东省“应用型人才培养特色名校”。
曲阜师范大学下设学科在国内外拥有一定的影响力，体育学、中国史和数学长期为学校优势学科，而工程学、化学、数学3个学科则进入ESI大学排名世界前1%水平，工程学、数学、中国史、化学、物理学、中国语言文学6个学科成为山东省“一流学科”，另外有17个学科入选上海软科2020年度“中国最好学科排名”。
| 教学单位名称                 | 学科                                                                 | 办学地址       | 网页 |
| ---------------------------- | -------------------------------------------------------------------- | -------------- | ---- |
| 文学院                       | 中国语言文学、汉语国际教育、戏剧影视文学（艺术类）                   | 曲阜市         | ※    |
| 历史文化学院                 | 历史学、文化产业管理、文物与博物馆学                                 | 曲阜市         | ※    |
| 外国语学院                   | 英语、俄语、法语                                                     | 曲阜市         | ※    |
| 教师教育学院（教育科学学院） | 教育学、学前教育、小学教育                                           | 曲阜市         | ※    |
| 数学科学学院                 | 数学与应用数学、数学与应用数学（金融数学）、信息与计算科学           | 曲阜市         | ※    |
| 物理工程学院                 | 物理学、光电信息科学与工程、新能源材料与器件、电子信息工程、通信工程 | 曲阜市         | ※    |
| 化学与化工学院               | 化学（师范）、化学工程与工艺、应用化学、材料化学、制药工程           | 曲阜市         | ※    |
| 生命科学学院                 | 生物科学、环境科学、生物技术、生物工程、食品质量与安全               | 曲阜市         | ※    |
| 地理与旅游学院               | 地理科学（师范类）、旅游管理、土地资源管理                           | 日照市         | ※    |
| 体育科学学院                 | 体育教育、运动训练、舞蹈学（体育）、公共事业管理（体育）、休闲体育   | 曲阜市         | ※    |
| 马克思主义学院               | 思想政治教育（并主管全校思想政治教育工作）                           | 曲阜、日照     | ※    |
| 国际文化交流学院（国际学院） | （主管全校留学生教育）                                               | 曲阜、日照     | ※    |
| 书法学院                     | 书法学                                                               | 曲阜市         | ※    |
| 传媒学院                     | 教育技术学、新闻学、数字媒体艺术、广播电视                           | 日照市         | ※    |
| 网络空间安全学院             | 软件工程、物联网工程、电子信息工程、通信工程、网络空间安全           | 曲阜市         | ※    |
| 法学院                       | 法学                                                                 | 日照市         | ※    |
| 经济学院                     | 经济学、贸易经济、人力资源管理、经济统计、金融工程                   | 日照市         | ※    |
| 政治与公共管理学院           | 哲学、政治与行政学                                                   | 日照市         | ※    |
| 翻译学院                     | 翻译、商务英文、日文、韩文                                           | 日照市         | ※    |
| 工学院                       | 自动化、电气工程及其自动化、测控技术、印刷工程、包装工程             | 日照市         | ※    |
| 美术学院                     | 美术学类（含美术学、绘画）、视觉传达设计                             | 日照市         | ※    |
| 音乐学院                     | 音乐学、音乐表演、舞蹈学、航空服务艺术与管理                         | 曲阜市、日照市 | ※    |
| 心理学院                     | 心理学                                                               | 曲阜市         | ※    |
| 管理学院                     | 工商管理、物流管理、财务管理                                         | 日照市         | ※    |
| 统计与数据科学学院           | 统计学、应用统计学                                                   | 曲阜市         | ※    |

### 学术研究
曲阜师范大学开展科研工作历史较长，20世纪60年代初，该校编写的教材《公社数学》曾经受到中共领导人毛泽东的关注。其后，该校也先后承担了国家“863计划”计划项目在内的一批高层次科研项目，在山东省新农村建设、土地利用规划、黄河三角洲生态农业综合开发、南四湖生态环境保护和生物资源利用等领域取得了一定的科研成果。曲师大的科研成果“土蒸馏釜”、“跳流鼻坎”最优解、“长清模式”以及黄河三角洲可持续发展战略模式均对中國的经济社会建设产生了积极影响。因科研质量提高，曲师大在2018年被自然科研评为“具有极强号召力的高校”之一。曲师大的研究生人才培养水平也逐步提升，自2012年以来，该校博士论文多年入选山东省“优秀博士学位论文”。进入“十三五”以来，该校一共承担了中国国家级科研项目194项，省部级科研项目351项等。并获得省部级科研成果奖100项。
曲师大在人文社会科学研究方面具有一定声誉，注重依托其位于孔子的故乡曲阜市的独特历史文化资源优势，创立了孔子研究所（山东省儒学研究基地）、国学院等研究系所，又联合山东大学等五所高校组建了儒家文明协同创新中心。时常举办儒学研讨会，为孔子儒学研究、儒学人才培养、孔子相关文化产业开发等做出了一定的贡献。被誉为中国的经学研究“八大重镇”之一。因积极推广普及国家通用语言文字取得成效，2021年，曲阜师范大学获中华人民共和国教育部评为第二批“国家语言文字推广基地”。
曲阜师范大学校图书馆随校建于1955年6月，为山东省重要的文献信息收藏和服务中心之一。该馆历经学校沿革而变迁，至2020年，全馆拥有典藏图书416万册，其中不乏具有特色的儒学文献典藏，也拥有“历代孔府档案文献集成与研究及全文数据库”等特色数据库；曲阜师范大学还发行有《齐鲁学刊》、《曲阜师范大学学报（自然科学版）》、《中学数学杂志》以及《现代语文》等学术期刊，分别以登载人文社会科学、自然科学、数学及文学相关的学术论文。在国内外学术界有一定的影响。

## 校园文化

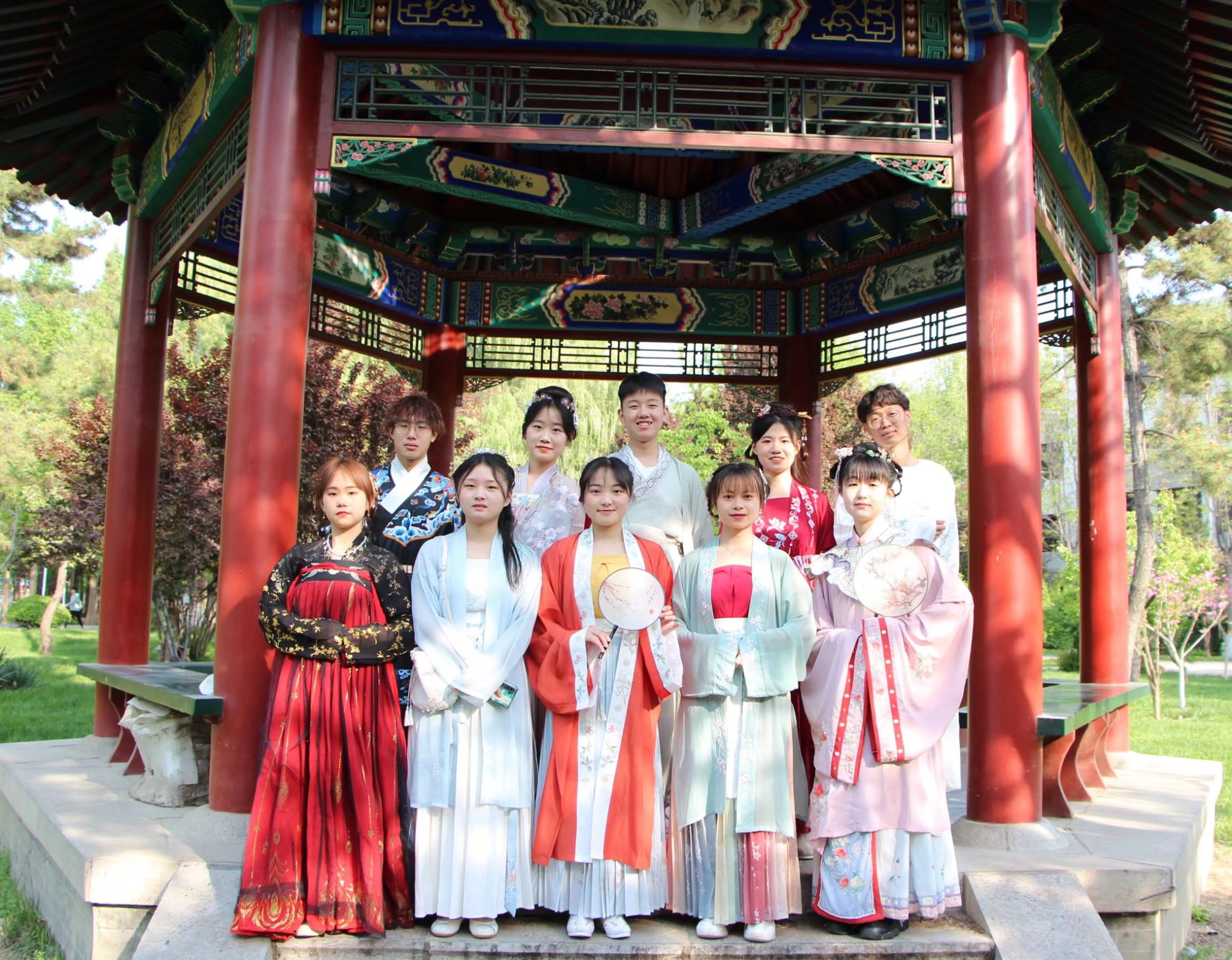
曲阜师范大学洙泗学社的社员身着汉服

曲阜师范大学位于孔子的故乡曲阜市，该大学亦重视将儒家思想融入校风，在传承创新中华文化方面形成了特色优势。学校开通了《孔子与儒家文化》等一些传统文化通识课程，以向学生普及诚信美德等儒家道德理念，同时创造人文特色鲜明的教学风格及校园氛围。该校的标识中也不乏儒家文化的影响。校训“学而不厌、诲人不倦”为孔子所言，收录于《论语‧述而第七》。该校校徽为圆形徽标，内圆中间为铎形图案、二人对话的“人”型符号以及建校年份“1955”字样，外圆标有曲阜师范大学之中、英文校名，该校徽蕴含了学校教育平等、学术民主和以人为本的理念。校旗中央印有校徽及中英文校名，包括深咖啡、米色、绿、蓝、红五种底色，有五种制形。该校的校歌则是《犁牛之子歌》，歌名出自《论语·雍也篇》。
曲阜师范大学建立了中国教师博物馆，为中国大陆第一所教师博物馆，并举办文物展等多项活动，以向民众普及教师故事、熏陶教师品格。此外，该校又建立了洙泗学社、雅乐团等校级大学生艺术类社团，以发扬包括射艺、京剧、雅乐在内的中华文化，并丰富大学生校园生活。

## 对外交流
曲阜师范大学已经与山东省教科院、山东省教育信息中心、济宁市高新区等机构建立了全面战略合作关系，更在校址所在的日照市与该市政府合作成立了日照旅游发展研究院，以促進日照市的發展。
在国际上，曲阜师范大学为中國最早招收外籍留学生的高等院校之一，自1980年以来，曲阜师范大学开始与各国友好院校展开对外交流、建立校际合作关系，并互派专家、学者和留学生访问，招募外籍教员。曲阜师范大学更依托位于孔子故乡曲阜之地理优势，在儒学等多个学科领域与各国的高等院校、研究机构拥有交流渠道，定期与各国友好院校互相派遣教员及学生，在加拿大、韩国设立了孔子学院，促进学术交流、并对外传播中华文化。曲师大亦先后与韩国、日本、美国、俄罗斯、澳洲、新西兰、加拿大等10余国的63所高校建立了校际友好关系。2020年，曲阜师范大学获中华人民共和国教育部评定为“中外高水平大学学生交流计划”建设高校。

## 引用
1. 1 2  核准书（2015年）
2. ↑  名单（2020年）
3. 1 2  人民网（2014年）
4. ↑  公报（1957年）
5. 1 2  年鉴（1987年）
6. ↑  教育部（2015年）
7. ↑  省市共建（2020年）
8. 1 2 3  曲园（2023年）
9. ↑  市府（2022年）
10. 1 2 3 4 5 6  教育厅（2021年）
11. ↑  年鉴（2000年）
12. ↑  中国高校（1993年）
13. 1 2 3  中国网（2021年）
14. ↑  交通局（2022年）
15. ↑  凤凰（2019年）
16. ↑  日照网（2018年）
17. 1 2  市志（1990年）
18. 1 2  研究生（2017年）
19. ↑  系所（2017年）
20. 1 2  光明日报（2004年）
21. ↑  联合早报（2020年）
22. 1 2  一流学科（2018年）
23. 1 2  新华社（2019年）
24. 1 2 3  预算（2021年）
25. ↑  宣传部（2017年）
26. ↑  大众日报（2021年）
27. ↑  谭华（1987年）
28. ↑  程卫华等（2019年）
29. ↑  图书馆（2021年）
30. 1 2  人民网1（2014年）
31. ↑  学刊（2013年）
32. ↑  新华社（2016年）
33. ↑  大众日报（2022年）
34. ↑  新华社（2018年）
35. ↑  韩联社（2018年）
36. ↑  教育厅（2022年）
37. ↑  外事（1998年）
38. ↑  教育局（2020年）
39. ↑  二宫尊德（2018年）
40. ↑  财新（2016年）
41. ↑  省府（2020年）